# Franciscus Binkes
Franciscus Binkes (Amsterdam, 17 januari 1794 - Sneek, 16 april 1835) was een Nederlandse advocaat en rechter.
Hij studeerde in Leiden en studeerde daar in 1819 af. Op 27 december 1819 werd hij advocaat binnen het Hof van Friesland. Op 27 september 1827 richtte hij samen met Hendrik Amersfoordt en Freerk Fontein het Provinciaal Friesch Genootschap ter Beoefening van Friesche Geschied-, Oudheid- en Taalkunde op. Hij was ook lid van het Leeuwarder literair-historisch genootschap Constanter. Van 17 februari 1825 tot 18 februari 1832 was hij als rechter verbonden aan de Rechtbank van Sneek.
Van zijn hand zijn onder meer de volgende werken:
- Responsio ad quaestionem juridicam: de analysi et constitutione doctrinae in Ciceronis libris de officiis (1818)
- "Disputatio de agriculturae prae mercatura apud Romanos favore (1819)